# Данжо, Филипп де Курсийон де
Филипп де Курсийон, маркиз де Данжо (1638—1720) — французский военный и дипломат, известный главным образом как автор знаменитых в своё время мемуаров. Член Французской академии (с 1667; на кресле № 32).

## Биография
Филипп родился в семье Луи де Курсийона, сеньора де Данжо, члена знатного рода Курсийонов и Шарлотты де Ну. Родители Филиппа были кальвинистами, но в детстве Филипп вместе со своим братом Луи (который позже станет известен как аббат Данжо) был обращен в католицизм. Военную карьеру начал 1657—1658 годах во Фландрии под командованием Тюренна; после заключения Пиренейского мира служил в Испании.
В 1663 году 25-летний Филипп назначен подполковником во вновь сформированный «Королевский полк» Людовика XIV. Вскоре он стал командиром полка, а затем адъютантом Людовика XIV и сопровождал его во всех военных кампаниях. Участвовал во взятии Лилля в 1667 году. Одновременно преуспел и как придворный — во многом благодаря тому, что разговаривал с королевами Анной Австрийской и Марией Терезой на их родном языке и с легкостью сочинял стихи. Его стали приглашать на карточные игры при дворе. Данжо играл хорошо и даже сумел сколотить на этом небольшое состояние. У него были хорошие математические способности, он хладнокровно просчитывал возможности выигрыша и не боялся рисковать. Благодаря ему, во французском языке даже появилось выражение «играть, как Данжо». Благодаря удаче в игре, в 1667 году он смог купить должность губернатора Турени
В 1668 г. стал кавалером ордена Святого Духа и был избран членом Французской академии, не имея ни одной опубликованной работы. Навык, который приблизил Данжо к королевской особе, был умением сочинять стихи. Он не только учил Людовика правилам стихосложения, но и писал за него. В частности, король немало пользовался услугами Данжо, чтобы сочинять сообщения Луизе де Лавальер. Она тоже не отличалась склонностью к стихосложению, поэтому просила Данжо писать за неё ответы. По рассказам аббата де Шуази, всё это длилось целый год, пока она в душевном порыве не призналась во всем Людовику, на что получила в ответ такое же признание. В благодарность за свою помощь Данжо получил апартаменты в Версальском дворце.
Король поручал Данжо важные дипломатические миссии, а в 1672 году Данжо был назначен чрезвычайным послом в Рейнланд-Пфальце. Это была очень важная дипломатическая миссия, на которой он оставался более 10 лет.
Данжо оставался в фаворе до самой смерти короля Людовика XIV. Когда это произошло в 1715 году, маркиз закончил первый том своих записок и начал второй. У короля и мадам Монтеспан был внебрачный сын, Луи-Огюст де Бурбон, герцог Мэнский. С младенчества его воспитывала маркиза Ментенон (впоследствии морганатическая жена короля). Луи-Огюст был узаконен королём, а значит являлся его законным наследником. Но, после смерти Людовика XIV к власти пришел регент Филипп II Орлеанский. Между ними началась борьба за престол. Данжо, конечно, остался на стороне Ментенон и герцога Мэнского. После окончательной победы регента, почти восьмидесятилетний маркиз ушёл на пенсию, и только изредка появлялся при дворе в Париже. Он продолжал вести свои записки, а его жена всё так же переписывалась с мадам Ментенон. В сентябре 1720 года Данжо умер. Финальные записи в журнале были сделаны 16 августа.

## Семья и наследники
- Первая супруга — Анна-Франсуаза Морен. Свадьба состоялась 11 мая 1670 года. В этом браке родилась дочь Мария Анна Жанна де Курсийон, впоследствии вышедшая замуж за Оноре Шарля д’Альбера де Люиня, у которых родился Шарль Луи д’Альбер де Люинь. В эту семью перешла большая часть собственности дома Курсийон, а современные герцоги де Люинь являются потомками Филиппа. Анна-Франсуаза скончалась в 1682 году и через 2 года Филипп начал вести свои знаменитые записки.
- Вторая супруга — принцесса София Мария Вильгельмина Лёвенштейн-Вертгейм-Рошфор. Свадьба состоялась в Версале 26 марта 1686 года. В этом браке родился единственный сын Филипп Эгон де Курсийон, впоследствии взявший в жёны Франсуазу де Помпадур, у которых родилась дочь Мария-София де Курсийон; Мария-София была дважды замужем — за Шарлем Франсуа д’Альбером д’Айи и затем за Эркюлем-Мериадеком де Роганом, герцогом де Роган-Роганом; оба её брака были бездетными.

## Мемуары
Данжо оставил интереснейшие мемуары («Дневник двора Людовика XIV» — «Journal de la cour de Louis XIV»), охватывающие период с 1684 по 1720 гг. Наиболее полное издание появилось в 1854—1860 годах и состояло из 19 томов. Труд маркиза существенно отличается от мемуаров его современников. В нём нет ничего о жизни самого Данжо, или его роли в описываемых событиях. Ежедневные сводки событий при дворе, никем не отредактированные, помогают узнать ход событий и реакцию на них придворных. Недостаток этих записей в том, что Данжо опускал те известные факты и события, которые могли кому-то не понравиться или повлечь опасность. Отдельные современники были очень суровы в оценках его труда — считая автора типичным придворным, неглубоким, плоским в своих суждениях и подобострастным в оценках. Хотя он почти не покидал двор, где его любили (даже уважали за честность и уменье беречь секреты), он никогда не знал ничего как следует, не был ни во что посвящён и не знал ничего за пределами общеизвестного. Данжо довольствовался тем, что участвовал в пирах и празднествах и описывал это в «Мемуарах». Из опровержений на эти мемуары родились знаменитые записки герцога Сен-Симона. В отличие от Данжо, он раздает придворным меткие характеристики и пытается угадывать скрытые пружины их поступков.
Историк П.-Э. Лемонте привлек внимание к тому обстоятельству, что из мелких фактов, сообщенных Данжо, складывается картина абсолютистского произвола и дневник-хроника становится материалом для политических обобщений. В дневниковой записи, сделанной после назначения камер-юнкером, А. С. Пушкин видит в себе задатки «русского Данжо».